# Rubus neomexicanus
Rubus neomexicanus är en rosväxtart som beskrevs av Asa Gray. Rubus neomexicanus ingår i släktet rubusar, och familjen rosväxter. Inga underarter finns listade i Catalogue of Life.